# 祭遵
祭遵（？—33年），字弟孫，潁川潁陽人，東漢初年軍事人物。為東漢開國功臣，名列雲台二十八將第九位。

## 生平

### 穎陽從龍
祭遵少好經書，家中雖富裕，但祭遵為人恭敬節儉，穿著粗劣的衣服。有部吏欺凌他，被他結交俠士殺死。母親去世時，他親自背土築墳。曾經被屬下的小吏欺侮，他便結交門客殺死了那個小吏。起初縣裡人認為他性情溫和，後來卻都畏懼他了。
等到劉秀打敗王尋等人，回軍經過潁陽時，祭遵以縣吏的身份多次進見。劉秀喜愛他容儀，授職讓他擔任門下史。

### 奉法不避
劉秀在河北，任命祭遵為軍市令。祭遵執法嚴明，不徇私情，劉秀身邊親近的侍從犯法，祭遵將其擊殺。劉秀大怒，命令逮捕祭遵。主簿陳副勸諫到：「明公您一向希望整頓軍隊紀律，使眾人嚴整有序。如今祭遵嚴守法紀，不畏權貴，這正是您的法令能夠貫徹執行的表現啊！」劉秀於是赦免了祭遵，並加封刺姦將軍。劉秀還對眾將說：「你們可要當心祭遵！我身邊的人犯法，他都敢殺掉，必定不會對你們諸位徇私偏袒。」
不久，又任命祭遵為偏將軍，他繼續跟隨劉秀平定河北，憑藉戰功被封為列侯。

### 竭忠於國
建武二年（26年），任徵虜將軍，封颍阳侯。二月，征虜將軍祭遵跟隨驃騎大將軍景丹，與建義大將軍朱祜、漢忠將軍王常、騎都尉王梁、臧宮等進入箕關，向南攻擊弘農、厭新、柏華、蠻中的敵軍。交戰中，一支弩箭射中祭遵的口腔，穿透而出，鮮血直流。眾人見主帥受傷，稍稍退卻，祭遵大聲呵斥制止了退卻，士兵們見狀，戰鬥時人人勇氣倍增，於是徹底擊潰了敵軍。
當時，新城蠻山賊首領張滿，盤踞在險要的關隘，成為當地大患。劉秀下詔命祭遵前去攻打。祭遵首先切斷了敵軍的糧道。張滿多次前來挑戰，祭遵卻堅守營壘，拒不出戰。然而，厭新、柏華一帶的殘餘叛賊又與張滿會合，趁機攻佔了霍陽聚。祭遵於是分兵出擊，打敗了這股叛軍，並迫使他們投降。祭遵圍困張滿於蠻中。
建武三年（27年）正月，張滿的部隊因飢餓而陷入困境，蠻中被攻破，張滿本人被活捉。當初，張滿祭祀天地時，自稱應當稱王。被俘後，他嘆息道：「是那些讖文害了我啊！」於是祭遵下令將他斬首，並處死了他的妻子兒女。隨後，祭遵率領軍隊向南進擊鄧奉的弟弟鄧終於杜衍，並將其擊敗

### 西拒隴蜀
建武六年（30年）春，伐公孙述。
建武八年（32年）秋，随帝由陇道西上，出征隗嚣。

### 死而後已
建武九年（33年）春，詔命祭遵整軍西征，攻取略陽，途中發病，不能騎馬，用擔架抬回汧城，赐以重茵。建武九年（33年），独守冲难，病死汧城軍營。訃至洛陽，光武帝悲悼异常，常叹息说：“安得忧国奉公之臣，如祭征虏者乎！”

## 評價

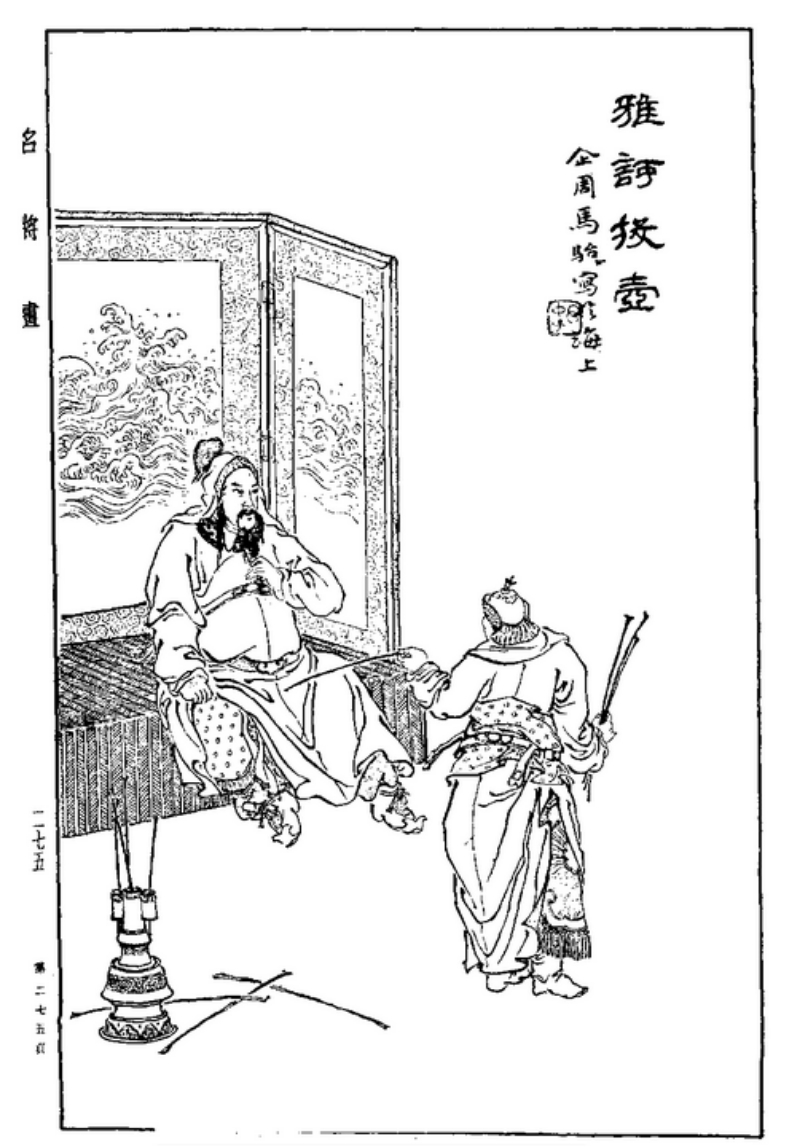
祭遵雅歌投壺

## 家族
祭遵無子，死後封國滅絕。兄長祭午，官至酒泉太守。從弟祭肜亦為東漢初年名將，官至太僕。

## 延伸阅读
[在维基数据编辑]
 《后漢書/卷20》，出自范晔《後漢書》
 《東觀漢記》
 在维基共享资源阅览影像

### 引用
1. ↑  《後漢書·光武帝紀第一上》：遣驃騎大將軍景丹率征虜將軍祭遵等二將軍擊弘農賊，破之，因遣祭遵圍蠻中賊張滿。